# Зайън Кавалера
Зайън Кавалера е американски и бразилски музикант, барабанист на хевиметъл групата Soulfly. Той е син на Макс Кавалера.

## Биография
Започва да се занимава с музика през 2010 г., когато свири партии към Refuse/Resist, бонус песен към албума на Soulfly Omen. Повлиян е от своя чичо Игор Кавалера, както и от бившия барабанист на Soulfly Рой Майорга и Бил Уорд от Black Sabbath. През 2011 г. заедно с малкия си брат Игор младши основава група Lody Kong. От 2012 г. е барабанист на Soulfly. През 2013 г. издават първо EP наречено No Rules.

## Дискография

### Soulfly
- Savages (2013)

### Lody Kong
- No Rules EP (2013)